# Erik Larsson (atleta)
Erik Victor Larsson (Axberg, Örebro, 14 de maig de 1888 – Estocolm, 23 d'agost de 1934) va ser un esportista suec que va competir a començaments del segle xx. Especialista en el joc d'estirar la corda, guanyà una medalla d'or en aquesta competició als Jocs Olímpics d'Estocolm de 1912, formant part de l'equip de la Policia d'Estocolm.